# Démographie du Nord
La démographie du Nord est caractérisée par une très forte densité et une population importante, en croissance depuis sa création.
Avec ses 2 616 909 habitants en 2022, le département français du Nord se situe en 1re position sur le plan national.
En six ans, de 2015 à 2021, sa population s'est accrue de près de 6 100 unités, c'est-à-dire de plus ou moins 1 000 personnes par an. Mais cette variation est différenciée selon les 648 communes que comporte le département.
La densité de population du Nord, 455,7 habitants par kilomètre carré en 2022, est quatre fois supérieure à celle de la France entière qui est de 107,1 hab./km2 pour la même année.

## Évolution démographique du département du Nord
Le département a été créé par décret du 4 mars 1790. Il comporte alors huit districts (Bergues, Hazebrouck, Lille, Douai, Cambrai, Valenciennes, Le Quesnoy, Avesnes) et 54 cantons. Le premier recensement sera réalisé en 1801 et ce dénombrement, reconduit tous les cinq ans à partir de 1821, permettra de connaître plus précisément l'évolution des territoires.
Avec 989 938 habitants en 1831, le département représente 3,4 % de la population française, qui est alors de 32 569 000 habitants. De 1831 à 1866, il va gagner 402 103 habitants, soit une augmentation de 1,16 % moyen par an, supérieure au taux d'accroissement national de 0,48 % sur cette même période.
L'évolution démographique entre la Guerre franco-prussienne de 1870 et la Première Guerre mondiale est toujours plus forte qu'au niveau national. Sur cette période, la population s'accroît de 514 016 habitants, soit un accroissement de 35,50 % alors qu'il est de 10 % au niveau national. La population gagne 13,10 % pour la période de l'entre-deux guerres courant de 1921 à 1936 parallèlement à une croissance au niveau national de 6,9 %.
À l'instar des autres départements français, le Nord va ensuite connaître un essor démographique après la Seconde Guerre mondiale mais qui va se stabiliser dans les années 1970. 
En 2022, le département comptait 2 616 909 habitants, en évolution de +0,51 % par rapport à 2016 (France hors Mayotte : +2,11 %).
| 1791 | 1801    | 1806    | 1821    | 1826    | 1831    | 1836      | 1841      | 1846      |
| ---- | ------- | ------- | ------- | ------- | ------- | --------- | --------- | --------- |
| -    | 764 801 | 839 530 | 905 777 | 962 653 | 989 938 | 1 026 417 | 1 085 298 | 1 132 984 |

| 1851      | 1856      | 1861      | 1866      | 1872      | 1876      | 1881      | 1886      | 1891      |
| --------- | --------- | --------- | --------- | --------- | --------- | --------- | --------- | --------- |
| 1 158 285 | 1 212 353 | 1 303 380 | 1 392 041 | 1 447 764 | 1 519 585 | 1 603 259 | 1 670 184 | 1 736 341 |

| 1896      | 1901      | 1906      | 1911      | 1921      | 1926      | 1931      | 1936      | 1946      |
| --------- | --------- | --------- | --------- | --------- | --------- | --------- | --------- | --------- |
| 1 811 834 | 1 866 994 | 1 895 861 | 1 961 780 | 1 787 918 | 1 969 182 | 2 029 449 | 2 022 167 | 1 917 452 |

| 1954      | 1962      | 1968      | 1975      | 1982      | 1990      | 1999      | 2006      | 2011      |
| --------- | --------- | --------- | --------- | --------- | --------- | --------- | --------- | --------- |
| 2 098 545 | 2 293 112 | 2 417 899 | 2 511 478 | 2 520 526 | 2 531 855 | 2 555 020 | 2 565 257 | 2 579 208 |

| 2016      | 2021      | 2022      | - | - | - | - | - | - |
| --------- | --------- | --------- | - | - | - | - | - | - |
| 2 603 723 | 2 611 293 | 2 616 909 | - | - | - | - | - | - |

## Population par divisions administratives

### Arrondissements
Le département du Nord comporte six arrondissements. La population se concentre principalement sur l'arrondissement de Lille, qui recense 48 % de la population totale du département en 2022, avec une densité de 1 440,7 hab./km2, contre 14 % pour l'arrondissement de Dunkerque, 13 % pour celui de Valenciennes, 9 % pour celui de Douai, 9 % pour celui d'Avesnes-sur-Helpe et 6 % pour celui de Cambrai.
| Arrondissement    | Population(2022) | Variation(2022/2016)                       | Superficie(km2) | Densité(hab./km2) |
| ----------------- | ---------------- | ------------------------------------------ | --------------- | ----------------- |
| Lille             | 1 267 099        | en évolution de +2,39 % par rapport à 2016 | 879,5           | 1 440,7           |
| Dunkerque         | 371 940          | en évolution de −1,42 % par rapport à 2016 | 1 442,7         | 257,8             |
| Valenciennes      | 350 236          | en évolution de −0,29 % par rapport à 2016 | 634,8           | 551,7             |
| Douai             | 245 007          | en évolution de −0,11 % par rapport à 2016 | 476,6           | 514,1             |
| Avesnes-sur-Helpe | 224 325          | en évolution de −2,62 % par rapport à 2016 | 1 407,5         | 159,4             |
| Cambrai           | 158 302          | en évolution de −2,31 % par rapport à 2016 | 901,6           | 175,6             |
| Source : Insee.   |                  |                                            |                 |                   |

### Communes de plus de25 000 habitants
Sur les 648 communes que comprend le département du Nord, 240 ont en 2021 une population municipale supérieure à 2 000 habitants, 107 ont plus de 5 000 habitants, 54 ont plus de 10 000 habitants, 23 ont plus de 20 000 habitants, treize ont plus de 25 000 habitants et cinq ont plus de 50 000 habitants : Lille, Tourcoing, Roubaix, Dunkerque et Villeneuve-d'Ascq.
Les évolutions respectives des communes de plus de 25 000 habitants sont présentées dans le tableau ci-après.
| Commune           | Population(2022) | Variation(2022/2016)                       | Superficie(km2) | Densité(hab./km2) |
| ----------------- | ---------------- | ------------------------------------------ | --------------- | ----------------- |
| Lille             | 238 695          | en évolution de +2,69 % par rapport à 2016 | 34,83           | 6 853,1           |
| Tourcoing         | 99 160           | en évolution de +1,73 % par rapport à 2016 | 15,19           | 6 528             |
| Roubaix           | 99 507           | en évolution de +3,21 % par rapport à 2016 | 13,23           | 7 521,3           |
| Dunkerque         | 87 013           | en évolution de −1,24 % par rapport à 2016 | 43,89           | 1 982,5           |
| Villeneuve-d'Ascq | 62 342           | en évolution de −0,03 % par rapport à 2016 | 27,46           | 2 270,3           |
| Valenciennes      | 42 979           | en évolution de −1,6 % par rapport à 2016  | 13,82           | 3 109,9           |
| Wattrelos         | 40 881           | en évolution de −1,11 % par rapport à 2016 | 13,44           | 3 041,7           |
| Douai             | 39 833           | en évolution de +0,44 % par rapport à 2016 | 16,88           | 2 359,8           |
| Marcq-en-Barœul   | 39 943           | en évolution de +2,93 % par rapport à 2016 | 14,04           | 2 844,9           |
| Cambrai           | 31 568           | en évolution de −3,37 % par rapport à 2016 | 18,18           | 1 736,4           |
| Maubeuge          | 28 879           | en évolution de −2,7 % par rapport à 2016  | 18,85           | 1 532             |
| Lambersart        | 27 105           | en évolution de −1,86 % par rapport à 2016 | 6,16            | 4 400,2           |
| Armentières       | 26 107           | en évolution de +4,37 % par rapport à 2016 | 6,28            | 4 157,2           |
| Source : Insee.   |                  |                                            |                 |                   |

## Structures des variations de population

### Soldes naturels et migratoires depuis 1968
La variation moyenne annuelle est positive mais en baisse depuis les années 1970, passant de 0,5 à 0 %.
Le solde naturel annuel qui est la différence entre le nombre de naissances et le nombre de décès enregistrés au cours d'une même année, a baissé, passant de 0,8 à 0,3 %. La baisse du taux de natalité, qui passe de 19,4 à 12,3 ‰, n'est en fait pas compensée par une baisse équivalente du taux de mortalité, qui parallèlement passe de 11,2 à 8,8 ‰.
Le flux migratoire reste négatif et diminue sur la période courant de 1968 à 2021. Il reste autour de -0,3%.
| Indicateurs démographiques                       | 1968 à1975 | 1975 à1982 | 1982 à1990 | 1990 à1999 | 1999 à2010 | 2010 à2015 | 2015 à2021 |
| ------------------------------------------------ | ---------- | ---------- | ---------- | ---------- | ---------- | ---------- | ---------- |
| Variation annuelle moyenne de la population en % | 0,5        | 0,1        | 0,1        | 0,1        | 0,1        | 0,2        | 0,0        |
| - due au solde naturel en %                      | 0,8        | 0,7        | 0,7        | 0,6        | 0,6        | 0,6        | 0,3        |
| - due au solde apparent des entrées sorties en % | -0,3       | -0,6       | -0,6       | -0,5       | -0,5       | -0,3       | -0,3       |
| Taux de natalité en ‰                            | 19,4       | 17,2       | 16,7       | 14,4       | 14,3       | 14,1       | 12,3       |
| Taux de mortalité en ‰                           | 11,2       | 10,7       | 9,8        | 8,9        | 8,6        | 8,5        | 8,8        |
| Source : Insee.                                  |            |            |            |            |            |            |            |

Ces deux cartes représentent le taux d'accroissement migratoire à deux périodes, entre 1968 et 1975 puis entre 2009 et 2014.

Bien que le département du Nord ait connu une augmentation continuelle de sa population, celle-ci s'est stabilisée depuis les années 1970. Le département a en effet souffert de la désindustrialisation de la France à partir des années 1960 ce qui a ralenti son accroissement migratoire sur le long terme, creusant l'écart entre le nombre d'arrivées et le nombre de départs. Le taux de variation annuel moyen dû au solde apparent des entrées et sorties permet de mesurer cette évolution d'attractivité.
Entre 1968 et 1975, les effets de la désindustrialisation commencent légèrement à se faire sentir mais certaines communes continuent à jouir d'une certaine attractivité où le solde apparent des entrées et sorties y est positif. C'est notamment le cas d'Hoymille, au nord du département, qui a un taux de variation annuel moyen dû au solde apparent des entrées et sorties de 19,71% (taux le plus fort du département sur la période). De manière générale, les communes en périphérie de Dunkerque bénéficient d'un accroissement positif : Spycker (deuxième taux le plus élevé) 12,4% par an d'augmentation moyenne annuelle. Plus isolée, Proville, dans le sud du Département, zone plutôt touchée par un accroissement négatif, connait un taux de variation annuel moyen positif : 12,18%. Sur cette période, le département connait un taux de variation annuel moyen de -0,23%. Sur cette période les taux de variation annuels moyens varient entre 19,71% et -7,93%. Spatialement, cela se traduit par une légère dissociation nord/sud avec une démarcation au centre du département, autour de Lille. Le sud du département semble plus touché par des taux de variation annuel moyen négatif, tandis que le Nord est plus hétérogène : certaines communes connaissent des taux positifs autour de Dunkerque. Le centre du département reste également très hétérogène mais l'on remarque que de nombreuses communes autour de la métropole lilloise ont des taux positifs (à Wattignies le taux est de 9,32%, Villeneuve-d'Ascq 3,78%, au nord de Lille autour de 2,5%). 
Entre 2009 et 2014, la situation semble se dégrader légèrement. Aucune commune ne se démarque par son dynamisme d'accroissement migratoire. À l'échelle du département la moyenne est de -0,03%, en augmentation positive donc par rapport à la première période. Cependant, ce que l'on remarque c'est une stagnation globale. Les communes du sud du département sont passées d'un taux négatif à un taux positif mais celui-ci reste faible. Située dans le sud du département, Awoingt connait le plus fort taux de variation annuel moyen sur cette période : 7,07%. Le taux minimal est à 10,86% (la commune de Haynecourt), donnant ainsi un écart-type de 1,25 (contre 2,07 pour la période 1968-1975). Sur cette période la répartition spatiale des taux de variation annuel moyen est beaucoup plus hétérogène. Quasiment aucune commune ne se démarquent et l'ensemble départemental restent globalement dans des valeurs faibles, quelles soient négatives ou positive. 
Ainsi, on peut donc mesurer une baisse relative d'attractivité du département du Nord. Le taux de variation annuel moyen a augmenté entre les deux périodes mais l'ensemble des communes se sont regroupées autour de la moyenne, qui reste négative. L'écart-type de la distribution est beaucoup plus élevé sur la période 1968-1975 (2,07) tandis que les valeurs ont tendance à se resserrer autour de la moyenne pour la période 2009-2014 (écart-type de 1,25). La baisse a été plus marquée sur la période 1968-1975, mais sur la période la plus récente la baisse s'est généralisée tendant ainsi à une stagnation du taux de variation annuel moyen dû au solde apparent des entrées et sorties dans le département du Nord. C'est bien cette impression que retranscrit la deuxième carte, une hétérogénéité de taux moyens.

### Mouvements naturels sur la période 2014-2022
En 2014, 35 923 naissances ont été dénombrées contre 21 589 décès. Le nombre annuel des naissances a diminué depuis cette date, passant à 28 956 en 2022, indépendamment à une augmentation, mais relativement faible, du nombre de décès, avec 24 713 en 2022. Le solde naturel est ainsi positif et diminue, passant de 14 334 à 4 243.
Pour des raisons techniques, il est temporairement impossible d'afficher le graphique qui aurait dû être présenté ici.

## Densité de population
La densité de population est en augmentation depuis 1968, en cohérence avec l'augmentation de la population.
En 2021, la densité était de 454,7 hab./km2.
| 1968 |  | 421.2 |  |

| 1975 |  | 437.3 |  |

| 1982 |  | 438.9 |  |

| 1990 |  | 440.9 |  |

| 1999 |  | 444.9 |  |

| 2010 |  | 448.7 |  |

| 2015 |  | 453.7 |  |

| 2021 |  | 454.7 |  |

## Répartition par sexes et tranches d'âges
La population du département est plus jeune qu'au niveau national.
En 2021, le taux de personnes d'un âge inférieur à 30 ans s'élève à 39 %, soit au-dessus de la moyenne nationale (35,1 %). À l'inverse, le taux de personnes d'âge supérieur à 60 ans est de 23,2 % la même année, alors qu'il est de 26,6 % au niveau national.
En 2021, le département comptait 1 259 378 hommes pour 1 351 915 femmes, soit un taux de 51,77 % de femmes, légèrement supérieur au taux national (51,61 %).
Les pyramides des âges du département et de la France s'établissent comme suit.
| Hommes | Classe d’âge | Femmes |
| ------ | ------------ | ------ |
| 0,5    | 90 ou +      | 1,4    |
| 5,3    | 75-89 ans    | 8,1    |
| 14,8   | 60-74 ans    | 16,2   |
| 19,1   | 45-59 ans    | 18,4   |
| 19,5   | 30-44 ans    | 18,7   |
| 20,7   | 15-29 ans    | 19,1   |
| 20,2   | 0-14 ans     | 18     |

| Hommes | Classe d’âge | Femmes |
| ------ | ------------ | ------ |
| 0,7    | 90 ou +      | 1,9    |
| 7,0    | 75-89 ans    | 9,5    |
| 16,6   | 60-74 ans    | 17,5   |
| 20,0   | 45-59 ans    | 19,5   |
| 18,8   | 30-44 ans    | 18,3   |
| 18,3   | 15-29 ans    | 16,7   |
| 18,6   | 0-14 ans     | 16,7   |

## Répartition par catégories socioprofessionnelles
La catégorie socioprofessionnelle des autres personnes sans activité professionnelle est surreprésentée par rapport au niveau national. Avec 20,8 % en 2021, elle est 3,8 points au-dessus du taux national (17 %). La catégorie socioprofessionnelle des retraités est quant à elle sous-représentée par rapport au niveau national. Avec 23,8 % en 2021, elle est 3 points en dessous du taux national (26,8 %).
| Catégorie socioprofessionnelle                    | 2015      | 2015 | 2021      | 2021 | Détails de l'année 2021 | Détails de l'année 2021 | Détails de l'année 2021            | Détails de l'année 2021            | Détails de l'année 2021            |
| Catégorie socioprofessionnelle                    | Nb        | %    | Nb        | %    | Hommes                  | Femmes                  | Part en % de la population âgée de | Part en % de la population âgée de | Part en % de la population âgée de |
| Catégorie socioprofessionnelle                    | Nb        | %    | Nb        | %    | Hommes                  | Femmes                  | 15 à 24 ans                        | 25 à 54 ans                        | 55 ans ou +                        |
| ------------------------------------------------- | --------- | ---- | --------- | ---- | ----------------------- | ----------------------- | ---------------------------------- | ---------------------------------- | ---------------------------------- |
| Agriculteurs exploitants                          | 6 683     | 0,3  | 6 100     | 0,3  | 4 600                   | 1 501                   | 0,0                                | 0,4                                | 0,3                                |
| Artisans, commerçants, chefs d'entreprise         | 52 460    | 2,5  | 55 826    | 2,6  | 39 219                  | 16 607                  | 0,5                                | 4,2                                | 1,6                                |
| Cadres et professions intellectuelles supérieures | 171 355   | 8,2  | 198 027   | 9,3  | 116 167                 | 81 860                  | 2,3                                | 15,8                               | 4,3                                |
| Professions intermédiaires                        | 290 797   | 13,9 | 301 163   | 14,2 | 136 838                 | 164 325                 | 7,9                                | 23,4                               | 5,3                                |
| Employés                                          | 339 591   | 16,3 | 335 077   | 15,8 | 89 920                  | 245 157                 | 13,6                               | 23,6                               | 6,8                                |
| Ouvriers                                          | 293 485   | 14,1 | 279 210   | 13,2 | 225 116                 | 54 093                  | 10,7                               | 20,2                               | 5,3                                |
| Retraités                                         | 496 540   | 23,8 | 504 731   | 23,8 | 225 744                 | 278 987                 | 0,0                                | 0,1                                | 65,3                               |
| Autres personnes sans activité professionnelle    | 435 638   | 20,9 | 441 969   | 20,8 | 170 509                 | 271 460                 | 64,9                               | 12,3                               | 11,2                               |
| Ensemble                                          | 2 086 548 | 100  | 2 122 103 | 100  | 1 008 113               | 1 113 990               | 100                                | 100                                | 100                                |
| Sources : Insee,.                                 |           |      |           |      |                         |                         |                                    |                                    |                                    |